# Entephria caeruleata
Entephria caeruleata là một loài bướm đêm trong họ Geometridae.